# Sem Fronteiras (álbum de Vencedores por Cristo)
Sem Fronteiras é um álbum ao vivo do grupo Vencedores por Cristo, gravado em 14 de outubro de 2006, na cidade de São José dos Campos. Foi lançado em 2007 pela VPC Produções.

## Antecedentes
Na década de 2000, o Vencedores por Cristo lançou vários projetos retrospectivos, incluindo o relançamento de álbuns antigos como De Vento em Popa (1977) e Tanto Amor (1980) em CD. Em 2006, a banda lançou o show Ao Vivo, originalmente gravado em 1987. Foi, neste contexto comemorativo, que a banda produziu o seu primeiro e único DVD da formação da época, que já tocava junta desde meados de 1996.

## Gravação
O álbum foi gravado em 14 de outubro de 2006, no Cine Teatro Santana, em São José dos Campos, SP, com produção musical de Cláudio Rocha e direção de Jaide Menezes. Na ocasião, foram tocadas músicas como "Sinceramente", "Tudo ou Nada", "Digno de Louvor" e "Você Pode Ter", de todas as fases do grupo. Após a gravação, a banda seguiu em estúdio trabalhando na pós-produção do trabalho durante a maior parte do ano de 2007.

## Lançamento e recepção
| Críticas profissionais | Críticas profissionais |
| Avaliações da crítica  | Avaliações da crítica  |
| Fonte                  | Avaliação              |
| ---------------------- | ---------------------- |
| Super Gospel           | (favorável)            |

Sem Fronteiras foi lançado pela gravadora brasileira VPC Produções em 11 de setembro de 2007 no formato CD e em dezembro do mesmo ano em formato DVD. A versão em CD contou com 13 das 21 músicas totais do projeto.
O disco recebeu uma avaliação favorável de Roberto Azevedo, por meio do Super Gospel. Ele elogiou os arranjos e as novas roupagens dadas às músicas como "Você Pode Ter" e "Teu Povo" e "Deus É Real".

## Faixas
1. Digno de Louvor
2. Salmo 34
3. Louvai a Deus
4. Nas estrelas
5. O meu louvor é fruto
6. Teu povo
7. Cristo, meu mestre
8. Você pode ter
9. Mente e coração
10. Rei das Nações
11. Salmo 96
12. Sinceramente
13. O que me faz viver
14. Grife
15. Novidade
16. Viver pra Deus
17. Deus é real
18. Tudo ou Nada
19. Pescador
20. Proclamai

Extras
- Ensaio
- Multicam
- Cenas excluídas